# Jan Cudek
Jan Ludwik Cudek (ur. 19 września 1890 w Krakowie, zm. 16 października 1942 w Auschwitz-Birkenau) – podpułkownik artylerii Wojska Polskiego i działacz sportowy.

## Życiorys
Urodził się 19 września 1890 w Krakowie, w rodzinie Macieja i Wiktorii z domu Sadkiewicz. W czasie nauki w krakowskim Cesarsko-Królewskim Gimnazjum św. Jacka (1906–1910) występował jako napastnik i lewy łącznik w pierwszej sekcji piłkarskiej drużyny Wisła Kraków. Po maturze wstąpił na Wydział Prawa Uniwersytetu Jagiellońskiego, nadal występował także jako piłkarz, tym razem w drużynie AZS Kraków.
W czasie I wojny światowej zmobilizowany do cesarskiej i królewskiej armii. Walczył na froncie włoskim, gdzie dostał się do niewoli. Po zakończeniu działań wojennych przedostał się do Francji, gdzie wstąpił do Błękitnej Armii. Wraz z nią wrócił do kraju. Jako oficer artylerii walczył na wojnie z bolszewikami.
3 maja 1922 roku został zweryfikowany w stopniu kapitana ze starszeństwem z dniem 1 czerwca 1919 roku i 248. lokatą w korpusie oficerów artylerii, a jego oddziałem macierzystym był 2 pułk artylerii ciężkiej w Chełmie. W 1924 roku został przeniesiony do 5 pułku artylerii ciężkiej w Krakowie. 3 maja 1926 roku został mianowany majorem ze starszeństwem z dniem 1 lipca 1925 roku i 30. lokatą w korpusie oficerów artylerii. Od 1926 był dowódcą II dywizjonu 2 pułku artylerii polowej Legionów w Kielcach. W kwietniu 1928 został przesunięty ze stanowiska dowódcy III dywizjonu na stanowisko kwatermistrza, a w marcu 1931 ponownie przesunięty na stanowisko dowódcy dywizjonu. W związku z przeniesieniem w stan spoczynku został mianowany podpułkownikiem ze starszeństwem z 1 sierpnia 1938 i 1. lokatą w korpusie oficerów artylerii (tzw. awans emerytalny).
Jako oficer był oceniany przez przełożonych jako przeciętny, choć sumienny, pracowity i dobry jako żołnierz.
Równocześnie w okresie międzywojennym był prezesem Okręgowego Związku Piłki Nożnej w Kielcach oraz kierownikiem sekcji ogólno-organizacyjnej Wojewódzkiego Komitetu Wychowania Fizycznego i Przysposobienia Wojskowego. Udzielał się także w ramach WKS Kielce. Jako działacz sportowy przyczynił się do ufundowania wielu obiektów sportowych na terenie Kielc i okolic, m.in. kieleckiego stadionu.
Zmobilizowany w 1939, podczas kampanii wrześniowej (od 4 września) dowodził II dywizjonem 40 pułku artylerii lekkiej, a po jego rozbiciu dołączył do Grupy Operacyjnej „Dubno”, w której został dowódcą artylerii. Po kapitulacji wzięty do niewoli jako oficer rezerwy, został jednak zwolniony z obozu jenieckiego w Bochni w wyniku starań żony. Wrócił do Kielc i włączył się w działalność konspiracyjną, został aresztowany 13 czerwca 1942 i wysłany do Auschwitz-Birkenau, gdzie zmarł 16 października 1942 roku. Jako oficjalną przyczynę śmierci podano atak serca.

## Ordery i odznaczenia
- Krzyż Walecznych (dwukrotnie, „za czyny męstwa i odwagi wykazane w bojach toczonych w latach 1918–1921”)[15]
- Złoty Krzyż Zasługi (11 listopada 1937)[16]